# Calamus vattayila
Calamus vattayila är en enhjärtbladig växtart som beskrevs av Renuka. Calamus vattayila ingår i släktet Calamus och familjen Arecaceae. Inga underarter finns listade i Catalogue of Life.